# Амамия, Сора
Сора Амамия (яп. 雨宮 天 Амамия Сора, род. 28 августа 1993 года, Токио) — японская сэйю и певица. Сотрудничает с компанией Music Ray’n.

## Биография
Во время учёбы в старшей школе Амамия имела коллекцию видеозаписей с ролями Миюки Савасиро, и в это время она решила стать сэйю. В 2011 году она вместе с Момо Асакурой и Сииной Нацукавой успешно прошла прослушивание в компании Music Ray’n, после чего они в 2012 году сыграли свои дебютные роли. В 2014 году Амамия получила первую главную роль, озвучив Каори Фудзимию в аниме-сериале Isshuukan Friends., к которому она также исполнила закрывающую композицию «Kanade» (яп. 奏（かなで） Канадэ, «Симфония»), кавер-версию песни группы Sukima Switch. Она исполнила роль Акамэ в аниме Akame ga Kill!, премьера которого состоялась в июле того же года, а также выпустила дебютный сингл «Skyreach», послуживший открывающей композицией к сериалу. Позже Амамия, Асакура и Нацукава образовали группу TrySail, и 13 мая 2015 года они выпустили сингл «Youthful Dreamer», ставший опенингом аниме Denpa Kyoushi.
На девятой церемонии Seiyu Awards, проходившей 7 марта 2015 года, Амамия вместе с Рэйной Уэдой и Аей Судзаки была награждена как лучшая начинающая актриса.

## Роли

### Аниме-сериалы
2012
- Aikatsu! — Конацу Хаясэ, Вакаба Кудзэ, Юна Накаяма
- Shinsekai Yori — Мисудзу

2013
- Gaist Crusher — Хидзуи Мидори
- Log Horizon — Лилиана
- Majestic Prince — Рона
- Sekai de Ichiban Tsuyoku Naritai! — Аика Хаясэ

2014
- Akame ga Kill! — Акамэ
- Aldnoah.Zero — Ассэйлум Верс Аллюзия
- Blade & Soul — Дзин Хадзуки
- Isshuukan Friends. — Каори Фудзимия
- Mahouka Koukou no Rettousei — Хонока Мицуи
- «Семь смертных грехов» — Элизабет Лионесс
- «Токийский гуль» — Тока Кирисима

2015
- Aldnoah.Zero [ТВ-2] — Ассейлом Верс Аллюсия
- Classroom Crisis — Айрис Сирасаки
- Denpa Kyoushi — Минако Кано
- Monster Musume no Iru Nichijou — Миа
- Ninja Slayer from Animation — Коки Ямото
- Plastic Memories — Айла
- Punch Line — Микатан Наругино
- Tokyo Ghoul √A — Тока Кирисима

2016
- Divine Gate — Юкари
- High School Fleet — Моэка Тина
- Kono Subarashii Sekai ni Shukufuku o! — Аква
- Puzzle & Dragons — Сония
- Qualidea Code — Аой Яэгаки
- Shuumatsu no Izetta — София
- Nanatsu no Taizai: Seisen no Shirushi — Элизабет Лионесс
- WWW.Working!! — Сихо Камакура
- «Проза бродячих псов» — Элиза

2017
- Battle Girl High School — Харука Наруми
- Hand Shakers — Мусубу
- Kono Subarashii Sekai ni Shukufuku o! 2 — Аква
- Re:Creators — Руи Каноя

2018
- Beatless — Методе
- Kemono Michi — Иоанна
- Killing Bites — Хитоми Удзаки
- Nanatsu no Taizai: Imashime no Fukkatsu — Элизабет Лионесс
- Overlord II — Круш Лулу
- «Токийский гуль: re» — Тока Кирисима

2020
- Appare-Ranman! — Цзинь Сяолэн
- Drifting Dragons — Такита
- Kanojo, Okarishimasu — Тидзуру Итиносэ
- Magia Record: Puella Magi Madoka Magica Side Story — Ятиё Нанами
- Our Last Crusade or the Rise of a New World — Алисализ Лу Небулис IX
- Mahouka Koukou no Rettousei Raihousha-hen — Хонока Мицуи
- «Научное доказательство любви» — Аямэ Химуро

2021
- Banished from the Hero's Party — Ярандрала
- Mahouka Koukou no Yuutousei — Хонока Мицуи
- Mieruko-chan — Мико Ёцуя

2022
- Call of the Night — Надзуна Нанакуса

2023
- Mokushiroku no Yon-kishi — Элизабет
- Spy Classroom — Лили

2024
- Hibike! Euphonium — Канадэ Хисайси
- Kankin Kuiki Reberu X — Рёка Цуруми
- Love Live! Superstar!! — сестра Маргарет
- Tsue to Tsurugi no Wistoria — Элленор Льос Альф

2025
- Aldnoah.Zero (Re+) — Ассейлам Верс Аллюсия
- Izure Saikyô no Renkinjutsushi? — богиня Нолин
- Kuroiwa Medaka ni Watashi no Kawaî ga Tsûjinai — Асахи Сёхан
- Magic Maker: Isekai Mahou no Tsukurikata — Роуз
- #Compass 2.0 Combat Providence Analysis System — Жанна д’Арк

### Анимационные фильмы
- The Idolmaster Movie: Kagayaki no Mukougawa e! (2014) — Сихо Китадзава
- Love Live! The School Idol Movie (2015) — школьный идол
- Date A Live: Mayuri Judgment (2015) — Маюри
- Kokoro ga Sakebitagatterunda. (2015) — Нацуки Нито
- Gekijouban Ginga Kikoutai Majestic Prince (2016) — Юи Магаланес
- Zutto Mae Kara Suki Deshita: Kokuhaku Jikkou Iinkai (2016) — Сэна Наруми
- Suki ni Naru Sono Shunkan o: Kokuhaku Jikkou Iinkai (2016) — Сэна Наруми
- Blame! (2017) — Дзуру
- Mahouka Koukou no Rettousei: Hoshi o Yobu Shoujo (2017) — Хонока Мицуи
- Kono Subarashii Sekai ni Shukufuku o! Kurenai Densetsu (2019) — Аква
- Hibike! Euphonium ~Chikai no Finale~ (2019) — Канадэ Хисаиси
- Ganbatte Ikimasshoi (2024) — Эйко Мураками
- Meiku a garu (2025) — Аканэ Комура

### OVA
- Kono Subarashii Sekai ni Shukufuku o! (2016) — Аква
- Monster Musume no Iru Nichijou SP (2016) — Миа
- High School Fleet (2017) — Моэка Тина
- Kono Subarashii Sekai ni Shukufuku o! (2017) — Аква

### ONA
- Tenkuu Shinpan (2014) — Юри Хондзё
- Channel 5.5 (2014) — Мария-Антуанетта
- Oniku Daisuki! Zeushi-kun Season 2 (2015) — мать Дзэуси
- Ninja Slayer (2015) — Ямото Коки

### Видеоигры
- The Idolmaster Million Live! (2013) — Сихо Китадзава
- Gaist Crusher (2013) — Хисуи Мидори
- Freedom Wars (2014) — Сидзука Лоран
- Mahouka Koukou no Rettousei: LOST ZERO (2014) — Мицуи Хонока
- Mahouka Koukou no Rettousei: Out of Order (2014) — Мицуи Хонока
- Battle Girl High School (2015) — Наруми Харука
- Granblue Fantasy (2015) — Дороти
- Nanatsu no Taizai: Pocket no Naka no Kishi-dan (2015) — Элизабет Лионесс
- Nanatsu no Taizai: Shinjitsu no Enzai (2015) — Элизабет Лионесс
- Twilight Lore (2015) — Эбби
- MeiQ: Labyrinth of Death (2015) — Флеа
- Girls' Frontline[англ.] — Astra Revolver, Bren, Type 56-1
- World of Final Fantasy (2016) — Рейнн

### Игровое кино
- Isshuukan Friends (2017)

## Дискография

### Синглы
| Дата выхода     | Сингл                 | Высшая позиция в чарте Oricon |
| --------------- | --------------------- | ----------------------------- |
| 13 августа 2014 | «Skyreach»            | 13                            |
| 19 ноября 2014  | «Tsukiakari» (月灯り) | 25                            |
| 9 сентября 2015 | «Velvet Rays»         | 20                            |
| 26 июля 2017    | «irodori»             | 8                             |
| 13 декабря 2017 | «Eternal»             | 15                            |
| 9 мая 2018      | «Chikai» (誓い)       | 10                            |

### Альбомы
| Дата выхода     | Альбом       | Высшая позиция в чарте Oricon |
| --------------- | ------------ | ----------------------------- |
| 7 сентября 2016 | Various BLUE | 7                             |